# Praz Bansi
Pramesh 'Praz' Bansi (Londen, ..-..-....) is een Engels professioneel pokerspeler. Hij won onder meer het $1.000 No Limit Hold'em-toernooi van de World Series of Poker 2006 (goed voor $230.209,- aan prijzengeld) en het $1.500 No Limit Hold'em-toernooi van de World Series of Poker 2010 (goed voor $515.501,-). Het tijdschrift Poker Player verkoos hem tot Player of the Year 2009.
Bansi had in juli 2011 in totaal meer dan $2.650.000,- gewonnen met pokertoernooien, cashgames niet meegerekend.

## Wapenfeiten
Bansi mocht op editie 2006 van de World Series of Poker (WSOP) voor het eerst prijzengeld op dit evenement ophalen. Dat deed hij door een verdriedubbeling van zijn inschrijfgeld voor het $2.000 No Limit Hold'em-toernooi eruit te halen, maar vooral door vijf dagen later het $1.000 No Limit Hold'em-toernooi te winnen. Een aantal bescheiden resultaten volgden, waarna 2007 een topjaar werd voor Bansi. Hij won dat jaar zowel het £1.000 GPT Leg 1 - No Limit Hold'em-toernooi van de Grosvenor UK Poker Tour (goed voor $145.580,-) als het £1.000 No Limit Hold'em - Main Event van het Poker Festival in Birmingham (goed voor $63.979,-). Ook kwam hij tot de tiende plaats in het $2.000 No Limit Hold'em-toernooi van de World Series of Poker 2007 (goed voor $26.650,-).
Bansi piekte in 2009 opnieuw. Hij won het $5.000 No Limit Hold'em-toernooi van de Seventh Annual Five Star World Poker Classic ($133.380,-) en het £500 No Limit Hold'em-toernooi van de Vegas Warm-Up in London ($15.226,-). In Las Vegas zelf werd hij vervolgens zevende in het $1.500 No Limit Hold'em - Six Handed-toernooi van de World Series of Poker 2009 (goed voor $42.320,-). Pransi's (financiële) hoogtepunt in 2009 was niettemin zijn derde plaats in het Main Event van de World Series of Poker Europe, die hem $594.963,- opleverde.
Op de World Series of Poker 2010 won Bansi vervolgens zijn tweede WSOP-titel in het $1.500 No Limit Hold'em-toernooi. Daarop volgden in 2011 overwinningen in het £1.500 No Limit Hold'em - Main Event van de Grosvenor UK Poker Tour 2011 ($163.439,-) en in het £1,000 No Limit Hold'em-toernooi van de Palm Beach Big Game in Londen ($60.010,-).

## WSOP-titels
| Jaar                       | Toernooi                | Prijs      |
| -------------------------- | ----------------------- | ---------- |
| World Series of Poker 2006 | $1.000 No Limit Hold'em | $230.209,- |
| World Series of Poker 2010 | $1.500 No Limit Hold'em | $515.501,- |